# Margarida Francesca d'Àustria
Margarida Francesca d'Àustria (Lerma, 24 de maig de 1610 - Madrid, 11 de març de 1617) va ser una infanta d'Espanya, filla de Felip III i Margarida d'Àustria, morta prematurament.
Va néixer el 24 de maig de 1610 a Lerma, on estaven els reis temporalment després d'haver estat a Valladolid. Era la setena i penúltima filla de Felip III de Castella i de la seva muller, Margarida d'Àustria. Va ser batejada el 10 de juny, dia de Corpus, a la mateixa localitat pel cardenal Bernardo de Sandoval y Rojas, arquebisbe de Toledo, al monestir de clarisses descalces, en una cerimònia de molta pompa i amb la presència d'importants prelats, com l'arquebisbe de Burgos o el bisbe de Tui, així com del duc de Lerma, privat del monarca, que va ser el padrí, mentre la padrina va ser la seva germana, la infanta Anna. La infanta va morir de forma prematura després de traslladar-se a la cort de Madrid, l'11 de març de 1617. Les seves despulles van ser traslladades al monestir de San Lorenzo de El Escorial, dipositades al Panteó d'Infants.
De la infanta es conserva un retrat pintat per Santiago Morán cap a 1610, actualment part de la col·lecció del Museu del Prado i dipositat al Museu de Pontevedra. Sobre la seva indumentària, destaquen tota mena de guarniments i amulets de caràcter supersticiós per guardar-la del mal d'ull i dels mals esperits, supersticions d'origen popular molt habituals, i que van ser representats al quadre per petició expressa de la reina. No obstant això, la cort espanyola no va ser lloc de superstició, sinó que, malgrat la seva mort prematura, i la d'altres infants, els fills dels monarques sempre van estar atesos pels millors metges del moment.